# 帕尔杜比采火车总站
帕尔杜比采火车总站（捷克語：Pardubice hlavní nádraží）是捷克帕尔杜比采的主要鐵路車站。

## 歷史
連接布拉格和奧洛穆茨的鐵路始建於1842年，並於1845年竣工。鐵路建設由揚·佩爾納（Jan Perner）領導，同年，一座小型火車站於帕尔杜比采投入使用。1859年，一座新的火車站啟用。
鐵路的通達使帕尔杜比采由一個小鎮變成了一個大型工業城市。1908年，車站大樓增建了一座橫跨雙軌的玻璃大廳。1924年，車站大樓重建。
由於帕爾杜比採是一座擁有大型石化工廠的城市，二戰期間曾遭受多次轟炸。1944年8月24日的空襲摧毀了車站。所有線路都被摧毀，客運大廳也被摧毀。戰後，車站開始修復，並於1945年10月恢復交通。

### 現況
目前的車站建築採用功能主義風格，由建築師卡雷爾·熱帕（Karel Řepa）和卡雷爾·卡爾沃達（Karel Kalvoda）設計建造。新建築於1958年5月1日正式開放，車站內設有餐廳、飯店和地下電影院（現已關閉）。車站牆上裝飾著馬賽克和捷克斯洛伐克旅遊景點的照片。 2010年，車站內1970年代的照片被新照片取代，新照片展示了帕爾杜比採地區的景點。車站的內部裝飾基本上保持原樣，被列為歷史建築進行保護。

## 圖片集
- 車站夜景
- 外牆時鐘特寫
- 車站月台
- 內部大型壁畫，繪有捷克斯洛伐克地圖與旅遊景點